# Aanlegvergunning
De Wet ruimtelijke ordening kent naast ontheffingen twee soorten vergunningen, namelijk de sloopvergunning (artikel 3.20 Wro) en de aanlegvergunning (artikel 3.16 Wro). Bij een bestemmingsplan kan worden bepaald dat het verboden is binnen een (bij het plan aan te geven) gebied bepaalde werken die geen bouwwerken zijn of bepaalde werkzaamheden uit te voeren zonder vergunning van burgemeester en wethouders. In de voorschriften van een bestemmingsplan is dus aangegeven wanneer een aanlegvergunning nodig is. Zoals gezegd is geen aanlegvergunning vereist voor het realiseren van (bouwvergunningplichtige) bouwwerken, aangezien daarvoor een bouwvergunningstelsel in het leven is geroepen.
Een aanlegvergunning kan verplicht gesteld worden om te voorkomen dat een terrein minder geschikt wordt voor de realisering van de desbetreffende bestemming of ter handhaving en bescherming van die bestemming. Ook bij het nemen van een voorbereidingsbesluit voor een bestemmingsplan kan een aanlegvergunning worden voorgeschreven. Anders dan bij de bouwvergunning is de aanlegvergunning dus slechts vereist voor zover dat uitdrukkelijk is bepaald in het bestemmingsplan of het voorbereidingsbesluit.
Werkzaamheden waarvoor een aanlegvergunning gevraagd kan worden zijn bijvoorbeeld het graven van sloten, het ophogen van land, het aanleggen van een vuilstortplaats, het verharden van wegen, enzovoorts. Er moet een noodzaak zijn om de vergunning te eisen. Een voorbeeld daarvan is als bepaalde terreinen archeologische waarde hebben. Dit is dan op de bestemmingsplankaart aangegeven. In de planvoorschriften kan worden bepaald dat voor bodembewerkingen op deze terreinen, dieper dan bijvoorbeeld 40 centimeter, een aanlegvergunning noodzakelijk is. De gemeente kan aan de aanlegvergunningen voorschriften verbinden, bijvoorbeeld dat er een  archeologisch onderzoek moet worden uitgevoerd voordat het werk of de werkzaamheden worden uitgevoerd.
In Nederland is de aanlegvergunning per 1 oktober 2010 vervangen door de meeromvattende omgevingsvergunning.